# عبد الرحمن السويحلي
عبد الرحمن الشيباني أحمد السويحلي  (مواليد 1946) سياسي ونقابي وبرلماني ليبي رئيس حزب الاتحاد من أجل الوطن في ليبيا ورئيس المجلس الأعلى لدولة ليبيا منذ انعقاده للمرة الأولى بتاريخ 6 أبريل 2016. انتخب عضوًا بالمؤتمر الوطني العام عن مدينته مصراته، وبعدها كنائب في مجلس النواب الليبي عن دائرة مصراته عام 2014، ترأس منتصف السبعينات الاتحاد العام لطلبة ليبيا فرع بريطانيا.
أصبح منذ انتخابه في 6 أبريل 2016 من قبل الأعضاء السابقين في المؤتمر الوطني العام رئيسًا لمجلس الدولة (ليبيا).

## المؤهلات العلمية
- شهادة ثانوية مصراتة 1964
- بكالوريوس هندسة مدنية 1969/ 1970 جامعة طرابلس[2]
- ماجستير هندسة مدنية 1973 جامعة ويسكونسن/ الولايات المتحدة الأمريكية[2]
- دكتوراة هندسة مدنية 1978 جامعة ساوثهامبتون/ بريطانيا[2]
- محاضر بجامعة طرابلس 1973-1974
- مهندس استشاري/ لندن 1980-1988

## النشاطات التي مارسها
- عمل في مجال الهندسة المدنية لعدة سنوات ورفض أن يشغل أي وظيفة بالدولة الليبية منذ عودته إلى الوطن عام 1988م.[بحاجة لمصدر]

## محطات سياسية
- كانت أول مواجهة للدكتور عبد الرحمن السويحلي مع معمر القذافي في فبراير 1970 في ساحة كلية الهندسة بجامعة طرابلس، عندما احتدم بينهما النقاش حول أسلوب الحكم، وكان ذلك في حضور الآلاف من الطلبة وأعضاء هيئة التدريس.
- في مايو 1971 أوُقف عن الإيفاد للدراسة العليا بالخارج، حيث أنه قد تم تعيينه معيداً بقسم الهندسة المدنية نتيجة حصوله على الترتيب الأول على دفعته في ذلك العام، وكان ذلك بحجة حاجة البلاد لكفاءته في تلك المرحلة، وقد تمكن عبد الرحمن بسبب إصراره على الاستمرار في دراسته، من إلغاء هذا الإيقاف. 
- بعد حصوله على درجة الماجستير في أبريل عام 1973، عاد إلى الوطن وكانت ما تسمى بالثورة الشعبية في بدايتها بعد ما يعرف بخطاب زوارة، وبدأت محاولات فرض اللجان الشعبية على الجامعة، وقد لعب د. عبد الرحمن دوراً رئيسياً في إفشال هذه البداية وذلك من خلال إصراره على استمرار الهيئات الإدارية للجامعة من مجالس الكليات ومجلس الجامعة ورئيس الجامعة آنذاك (د. عمر التومي الشيباني رحمه الله) على تسيير أمور الجامعة، ثم بنجاحه في أغسطس من نفس العام (1973) في حل كل اللجان الشعبية في الجامعة لعدم ملائمتها للنظام الجامعي ومتطلباته. مع أن نظام القذافي أعاد فرض اللجان الشعبية بالقوة في ديسمبر من نفس العام، بعد سفر عبد الرحمن السويحلي إلى بريطانيا لمواصلة دراساته العليا.
- بنهاية انعقاد المؤتمر السنوي لإتحاد طلبة الجمهورية العربية الليبية في بريطانيا في أبريل عام 1975، كان للدكتور عبد الرحمن السويحلي دوراً بارزاً بصفته أميناً عاماً للإتحاد في إصدار عدد من القرارات الجريئة التي تطالب بإطلاق الحريات العامة، وأهمها حرية التعبير وإقامة دولة المؤسسات وسيادة القانون.
- في يناير 1976، وبعد أحداث جامعة بنغازي الدامية، التي سقط فيها عدد من الشهداء، قام د. عبد الرحمن مع زملائه من الطلبة باحتلال السفارة الليبية في بريطانيا والاعتصام بها لمدة يومين، وذلك احتجاجاً على ما تعرض له إخوانهم في جامعة بنغازي من قمع وتنكيل من قبل أجهزة النظام. وقد أجرى د. عبد الرحمن آنذاك العديد من المقابلات مع عدد من الصحف والإذاعات العالمية، ومنها إذاعة لندن، وقد هاجم فيها بعنف نظام معمر القذافي، متهماً إياه باستعمال أبشع أنواع القمع واصفاُ إياه بالديكتاتورية والاستبداد. ومنذ ذلك التاريخ، أصبحت مواجهة د. عبد الرحمن مع معمر القذافي ونظامه علنية صريحة وشاملة.
- بعد أحداث 7 أبريل 1976، قام الدكتور عبد الرحمن السويحلي بصفته أميناً عاماً لإتحاد الطلبة الليبين ببريطانيا، بالاحتجاج من خلال قنوات الإعلام على ما جرى في جامعة طرابلس وبنغازي من هجمات وحشية وتنكيل ضد الطلاب الأحرار وأعضاء هيئة التدريس الوطنيين، رافضاً تسمية ذلك «بثورة الطلاب».
وقد صدر بعد ذلك قرارين لفصل د. عبد الرحمن من الجامعة، وإيقاف منحته الدراسية.
- استمر د. عبد الرحمن بعد ذلك في معارضته الصلبة لنظام القذافي، فاضحاً ممارسته في كبت الحريات وتخريب اقتصاد البلاد، بالرغم من المحاولات التي لم تنقطع للضغط عليه وإسكاته، وقد شمل ذلك التهديد بتصفيته جسدياً.
- في أبريل 1979، تم الإعلان عن تشكيل الحركة الوطنية الديمقراطية، كحركة ليبية معارضة ورافضة لنظام الاستبداد في ليبيا، وقد أصدرت عددها الأول من المجلة «صوت ليبيا»، وكان د. عبد الرحمن السويحلي أحد مؤسسيها.
- وبعد مشاركة د. عبد الرحمن السويحلي في الإعداد لمظاهرة أمام السفارة الليبية في لندن، قام موسى كوسا القائم بأعمال السفارة آنذاك، بالاتصال ببيت د. عبد الرحمن، مهدداً زوجته بتصفيته جسدياً، وقد قامت الحكومة البريطانية بالتنصت على تلك المكالمة، وعندما هدد كوسا أمام مبنى السفارة المعارضين الليبين في بريطانيا، قامت الحكومة البريطانية بطرده على الفور.[بحاجة لمصدر]
- في 11 يونيو 1980، وبعد خطاب ألقاه القذافي من شرفة مبنى باب العزيزية، مهدداً متوعداً الشعب الليبي بالويل والثبور وعظائم الأمور، وإسالة الدماء في الشوارع «إلى الركب» إذا لم ينصاع الجميع لما يريد، رد عليه الدكتور عبد الرحمن السويحلي متحدياً إياه بالصوت والصورة، من على شاشة قناة البي بي سي 2 (BBC2) من برنامج نيوزنايت (NEWSNIGHT) المسائي مع المذيع بيتر سنو (Peter Snow).[بحاجة لمصدر]
- في آخر ديسمبر 1988 بعد شهور من إعلان نظام القذافي هدم السجون وإطلاق سراح العديد من السجناء السياسيين، عاد د. عبد الرحمن وعائلته إلى أرض الوطن، حيث عاش في مزرعته في منطقة عين زارة بطرابلس، ملتزماً بقراراً اتخذه على نفسه بعدم الالتحاق بأي وظيفة أو عمل له ارتباط بالنظام القائم بالرغم من الكثير من الإغراءات التي عرضت عليه.[بحاجة لمصدر]
- في 28 مارس 2004 طلب القذافي لقاءه، وبعد 3 أيام من محاولات التملص، التقى به ولمدة تقرب من الساعتين ونصف ولوحدهما، وكان لقاءاً ساخناً، انتقد د. عبد الرحمن بجرأته المعروفة السياسات السائدة في ذلك الوقت، والأشخاص الذين يتولون أمر البلاد، وما وصلت إليه أمور البلاد من تردي وتخريب وانهيار في كافة القطاعات، والمفاجأة كانت أن القذافي طلب منه التعاون في إدارة أمور الدولة، ولكنه رفض ذلك. ومع ذلك، طلب القذافي من ابنه سيف الاجتماع بـالدكتور عبد الرحمن، لمحاولة إقناعه بالتعاون، ولكنه أصر على موقفه، وكان هناك شهوداً على ما حدث.
- كان من أوائل الداعمين والمشاركين في ثورة 17 فبراير، حيث شارك عبر مواقفه العلنية باسمه من مدينتي طرابلس ومصراتة، وذلك من خلال العديد من المداخلات على المحطات الفضائية، مثل الجزيرة والعربية والـ بي بي سي BBC، بالتنديد بنظام القذافي ودعوة الناس إلى الخروج والانضمام إلى ثورة 17 فبراير المجيدة.
- خلال تلك الأيام، وبالتحديد في منتصف ليلة الخميس 24 فبراير، اتصل سيف بالدكتور عبد الرحمن طالباً لقاءه، فرد عليه قائلاً له «الصيف ضيعت اللبن»، وأن وقت الحوار قد انتهى، لأن الثورة في طريقها لتحقيق النصر بإذن الله تعالى.
- وفي أثناء فترة اعتقال الدكتور، قابل عبد الله السنوسي مرتين، الأولى في أول شهر مارس 2011، عندما طلب منه التدخل لوقف انتفاضة مصراتة، وقد رفض د. عبد الرحمن ذلك قائلاً له «أن هذه ثورة شعبية لن تتوقف إلا برحيل معمر وأبناءه عن السلطة»، وطلب الدكتور من السنوسي أن يذهب وإياه إلى القذافي ليبلغه وجهاً لوجه، برفض الشعب الليبي استمراره في حكم ليبيا.
- وكانت المقابلة الثانية في شهر أبريل، عندما كانت كتائب القذافي تحاصر مدينة مصراتة، وتقصفها بالصواريخ ليل نهار. تبجح عبد الله السنوسي بأنهم قادرين على إنهاء الثورة في مصراتة، رد عليه د. عبد الرحمن السويحلي قائلاً «أنه لن يمكنكم أبداً السيطرة على مصراتة إلا في حالة واحدة، وهي تمكن الكتائب من قتل كل رجل وصبي فيها وتدمير بيوتها على نسائها وشيوخها وأطفالها». بعدها طلب السنوسي من د. عبد الرحمن المساعدة في حل الأزمة، وقال له أنا مستعد أن أعطيك وورقة موقعة على بياض وأكتب عليها كل ما تريدون تحقيقه، عندها رد عليه د. عبد الرحمن متسائلاً «ما المقابل؟» فقال السنوسي «أن يبقى معمر رمزاً» عندها انتفض عبد الرحمن مذكراً إياه بكل الجرائم والمظالم التي ارتكبها الطاغية، فقال السنوسي: وماذا عن سيف؟، فرد عليه د. عبد الرحمن «يا عبد الله لا تتعب نفسك، فأنا وأولادي الإثنين، خليل واشتيوي المعتقلين معي في الحجرة المجاورة، لن نقبل أبداً بأن يكون لمعمر وأبناءه أي دور في مستقبل ليبيا، حتى ولو بقينا هنا إلى آخر يوم في حياتنا، فما بالك بثوار ليبيا الأحرار على الجبهات في شرق ليبيا وغربها، وقد ذاقوا طعم الحرية واستنشقوا هوائها؟»

## جدل
اتُهم بعرقلة المحادثات التي تقودها الأمم المتحدة في ليبيا وعارض مندوب ليبيا لدى مجلس الأمن إبراهيم الدباشي إدراج اسمه إلى جانب عثمان المليقطة بقائمة عقوبات اقترحتها دول غربية بينها الولايات المتحدة بحجة عدم دقة المعلومات ومنعت روسيا والصين تمرير القرار.

## وصلات خارجية
- عبد الرحمن السويحلي  على فيسبوك.